# Oussour
Oussour est une localité du Cameroun située dans l'arrondissement de Dargala, le département du Diamaré et la région de l’Extrême-Nord. Elle fait partie du lawanat de Wouro Zangui.

## Population
En 1975, la localité comptait 135 habitants, dont 117 Peuls et 18 Kéra.
Lors du recensement de 2005, on y a dénombré 217 personnes.